# Туризм на Північному Кіпрі

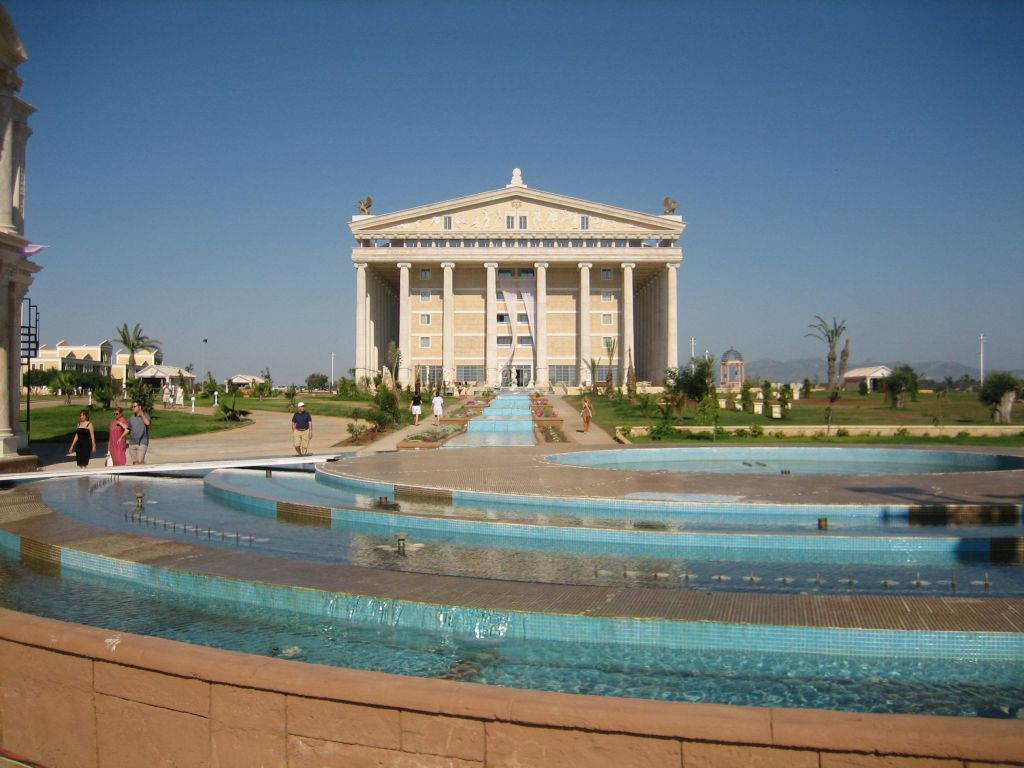
Готель «Кая Артеміс»

Туризм є однією зі сфер економіки Північного Кіпру та становить значну частку від ВВП Північного Кіпру разом зі сферою послуг він становить 70% від економіки Північного Кіпру. Завдяки туризму економіка Північного Кіпру задовольняє економічні потреби. 
На початку 1970-х Вароша була самим популярним місцем на Кіпрі і одним з найпопулярніших у світі, але в зв'язку з турецьким вторгненням на Кіпр у 1974 році, місце перестало користуватися популярністю.

## Туристи за країною
Список країн з найбільшою кількістю туристів їдучих до Турецької республіки Північного Кіпру.
| Країна         | 2003 рік | 2012      |
| -------------- | -------- | --------- |
| Всього         | 470 000  | 1 166 000 |
| Великобританія |          | 26 960    |
| Туреччина      | 340 000  | 904 000   |
| Іран           |          | 20 960    |
| Німеччина      |          | 23 580    |
| Кіпріоти       |          | 47 160    |

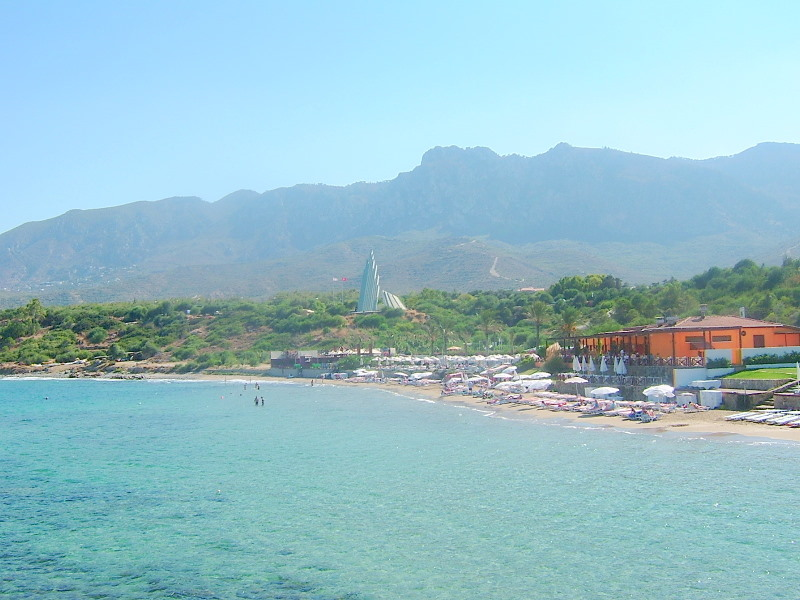
Пляжний клуб "Escape" у Каравасі

Найбільша кількість туристів спостерігається з Туреччини, Великобританії та інших країн Європи. У 2011 дохід від туристів у 2011 році становив 400 мільйонів доларів.

## Розповсюдження
Не дивлячись на те, що у ТРПК є два аеропорти, аеропорти Ерджан і Гечіткале, жоден з них невизнаний міжнародною спільнотою через конфлікти щодо політичного статусу країни та її міжнародного визнання. Усі міжнародні авіарейси здійснюються через Туреччину приватними та державними авіакомпаніями.

## Морський туризм
Останніми роками на острові розвинувся морський туризм, багато власників кораблів прибувають на Північний Кіпр щороку.

## Міжнародне членство організацій Північного Кіпру  у туристичних організаціях
- Karpaz Gate Marina є членом міжнародної Ради асоціації морської промисловості (ICOMIA)
- Karpaz Gate Marina є членом міжнародної мережі марин ART Marine
- Кіпрська спілка турецьких туристичних агентів є членом Об’єднаної федерації асоціацій туристичних агентів (UFTAA)